# Cerodontha occidoparva
Cerodontha occidoparva är en tvåvingeart som beskrevs av Stéphanie Boucher 2002. Cerodontha occidoparva ingår i släktet Cerodontha och familjen minerarflugor.
Artens utbredningsområde är Wyoming. Inga underarter finns listade i Catalogue of Life.